# به هره محمد
به هره دارا محمد (مواليد 1 فبراير 1993) هي لاعبة كرة قدم عراقية تلعب في نادي نفط الشمال، وتلعب في منتخب العراق لكرة القدم للسيدات، وتلعب ايضاً في كرة الصالات.